# Класифікація видів пшениці

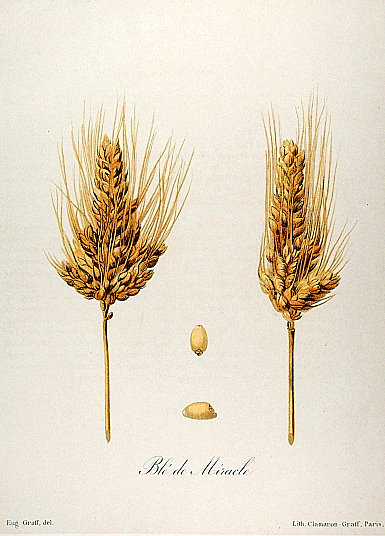
Диво-пшениця (Triticum turgidum var. mirabile)

За 10 000 років вирощування під впливом штучного та природного відбору з'явилися численні форми пшениці, багато з яких є гібридами.  Ця різноманітність призвела до значної плутанини в назвах пшениць. У цій статті пояснюється, як генетичні та морфологічні характеристики пшениці впливають на її класифікацію, а також наводяться найпоширеніші ботанічні назви пшениці, що використовуються в даний час (див. § Таблиця видів пшениці). Інформація про вирощування та використання пшениці знаходиться на головній сторінці про пшеницю.

## AegilopsіTriticum

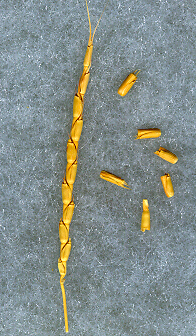
Колос і колоски Aegilops tauschii

Рід Triticum включає дикі та окультурені види, які зазвичай відносять до пшениці.

У 1950-х роках зростаюче усвідомлення генетичної подібності диких козлятників (Aegilops) спонукало таких ботаніків, як Боуден, об'єднати Aegilops і Triticum в один рід - Triticum. Цього підходу все ще дотримуються деякі (в основному генетики), але він не отримав широкого розповсюдження серед таксономістів. Aegilops морфологічно сильно відрізняється від Triticum, маючи округлі, а не кілеподібні луски.

Aegilops має важливе значення в еволюції пшениці через його роль у двох важливих гібридизаційних процесах. Дикі озимі (T. dicoccoides і T. araraticum) виникли в результаті гібридизації дикої пшениці T. urartu і ще не ідентифікованого козлятника, ймовірно, тісно пов'язаного з Ae. speltoides.  Гексаплоїдні пшениці (наприклад, T. aestivum - найпоширеніша - і T. spelta) є результатом гібридизації між одомашненою тетраплоїдною пшеницею, ймовірно, T. dicoccum або T. durum, та іншим козлятником, Ae. tauschii (також відомий як Ae. squarrosa). Гексаплоїдний геном є аллогексаплоїдом, що складається з двох копій кожного з трьох субгеномів, AABBDD. Геном А походить від T. urartu (AA).  Геном B є нащадком геному S неідентифікованого виду, спорідненого з Aegilops секції Sitopsis (SS).  Ця природна гібридизація відбулася приблизно 3-0,8 млн.р.т., в результаті чого з'явився тетраплоїдний T. diccocoides. Згодом цей тетраплоїд дав початок T. turgidum, який дав початок сучасним твердим сортам пшениці. Потім близько 0,4 млн. років тому T. diccocoides природним чином схрестився з Aegilops tauschii (DD), додавши геном D і отримавши гексаплоїд.

## Рання систематика
Ботаніки класичного періоду, такі як Колумелла, а також травники шістнадцятого та сімнадцятого століть, поділяли пшениці на дві групи: Triticum, що відповідає пшеницям голозерним, та Zea, що відповідає пшеницям, плівковим (спельта). 
Карл Лінней розрізняв п'ять видів, всі одомашнені: 
- T. aestivum Пшениця яра бородата
- T. hybernum Безоста озима пшениця
- T. turgidum Пшениця тверда
- T. spelta Пшениця спельта
- T. monococcum Однозерна пшениця

Пізніші класифікації збільшили кількість описаних видів, але продовжували надавати видовий статус відносно незначним варіантам, таким як зимові проти весняних форм. Дика пшениця не була описана до середини 19 століття через поганий стан ботанічних досліджень на Близькому Сході, де вона росте. 
Пізніші класифікації збільшили кількість описаних видів, але продовжували надавати статус виду відносно незначним варіантам, таким як озимі та ярі форми. Дикі пшениці не були описані до середини 19-го століття через поганий стан ботанічних досліджень на Близькому Сході, де вони ростуть. 
Розвиток сучасної класифікації залежав від відкриття в 1920-х роках, що пшениця поділяється на 3 рівні плоїдності.

## Важливі ознаки пшениці

### Рівень плоїдності
Як і для багатьох злаків, для пшениці характерна поліплоїднсть.   Існує два диких диплоїдних (неполіплоїдних) види пшениці - T. boeoticum і T. urartu. T. boeoticum є диким предком одомашненого айнкорну, T. monococcum.   Клітини диплоїдних пшениць містять по 2 комплементи з 7 хромосом, по одній від матері та батька (2n=2x=14, де 2n - кількість хромосом у кожній соматичній клітині, а x - основний номер хромосоми).
Поліплоїдні пшениці бувають тетраплоїдними (4 набори хромосом, 2n=4x=28) або гексаплоїдними (6 наборів хромосом, 2n=6x=42). До тетраплоїдних диких пшениць належать дика двозернянка, T. dicoccoides і T. araraticum. Дика двозернянка  є предком всіх окультурених тетраплоїдних пшениць, за одним винятком: T. araraticum є диким предком T. timopheevi.
Диких гексаплоїдних пшениць немає, хоча іноді зустрічаються здичавілі форми м'якої пшениці. Гексаплоїдні пшениці розвинулися в умовах одомашнення. Генетичний аналіз показав, що оригінальні гексаплоїдні пшениці були результатом схрещування тетраплоїдної одомашненої пшениці, такої як T. dicoccum або T. durum, і дикого козлятника Ae. tauschii.
Поліплоїдія важлива для класифікації пшениці з трьох причин:
- Пшениці в межах одного рівня плоїдності будуть більш тісно пов'язані між собою.
- Рівень плоїдності впливає на деякі характеристики рослин. Наприклад, вищий рівень плоїдності, як правило, пов'язаний з більшим розміром клітин.
- Поліплоїдія привносить у вид нові геноми. Наприклад, Aegilops tauschii привніс геном D у гексаплоїдні пшениці з підвищеною морозостійкістю [12] та деякими відмінними морфологічними особливостями.[13]

### Геном
Спостереження за поведінкою хромосом під час мейозу та результати експериментів з гібридизації показали, що геноми пшениці (повні комплекси генетичної матерії) можна згрупувати в окремі типи. Кожному типу було присвоєно назву: A, B і D. Трави, що мають однаковий геном, будуть більш-менш інтерферентними і можуть розглядатися ботаніками як один вид. Ідентифікація типів геномів, очевидно, є цінним інструментом у дослідженні гібридизації. Наприклад, якщо дві диплоїдні рослини гібридизуються, утворюючи нову поліплоїдну форму (алополіплоїд), два вихідні геноми будуть присутні в новій формі. Через багато тисяч років після початкової події гібридизації ідентифікація геномів компонентів дозволить ідентифікувати початкові батьківські види.

У Triticum було ідентифіковано п'ять геномів, які спочатку були виявлені у диплоїдних видів:
- A m – наявний у дикої однозернянки (T. boeoticum ).
- A – наявний у T. urartu [6] (близько споріднений з T. boeoticum, але не є інтерфертильним).
- B – присутній у більшості тетраплоїдних пшениць. Джерело не ідентифіковане, але схоже на Ae. speltoides.[6]
- G – присутній у группі пшениць timopheevi. Джерело не ідентифіковане, але схоже на Ae. speltoides
- D – присутній в Ae. tauschii, а отже, у всіх гексаплоїдних пшеницях.[6]

Генетичний підхід до таксономії пшениці (див. нижче) розглядає склад геному як визначальний для кожного виду. Оскільки існує п'ять відомих комбінацій у Triticum, це означає, що існує п'ять супервидів:
- Am T. monococcum
- Au T. urartu
- BAu T. turgidum
- GAm T. timopheevi
- BAuD, T. aestivum

### Окультурення
Існує чотири диких види, які ростуть у скелястих місцях родючого півмісяця Близького Сходу.  Всі інші види одомашнені. Хоча одомашнення контролюється відносно невеликою кількістю генів, а дикі та одомашнені форми є інтерферентними, дикі та одомашнені пшениці займають абсолютно різні ареали. Традиційна класифікація надає більшої ваги одомашненому статусу.

### Голозерні та плівкові види
Всі дикі пшениці є голозерними: вони мають міцні остюки (лушпиння), які щільно охоплюють зерна. Кожний пакет з остюків, леми, палеї та зерен називається колоском. У період зрілості кісточка (центральне стебло колоса) розчленовується, дозволяючи колоскам розійтися.
Перші окультурені пшениці, однозернянка та двозернянка, були голозерні, як і їхні дикі предки, але з остюками, які (хоча й не були повністю твердими) не розшаровувалися при дозріванні. Під час догончарного неоліту B, приблизно у 8000 році до н.е., з'явилися плівкові види пшениці зі світлим остюком і повністю твердим стрижнем.
Перші одомашнені пшениці, однозернянка та емер, були лущені, як і їхні дикі предки, але з кісточками, які (хоча й не зовсім жорсткі) не роз’єднувалися після дозрівання. Під час догончарного періоду неоліту В, приблизно за 8000 р. до н.е., розвинулися форми пшениці вільного обмолоту зі світлою лускою та повністю жорстким хребтом.
Статус голозерної або плівкової має важливе значення в традиційній класифікації, оскільки різні форми зазвичай вирощуються окремо і мають дуже різну післязбиральну обробку. Голозерна пшениця потребує значного додаткового обмолоту або подрібнення, щоб видалити жорстку луску.

### Морфологія
На додаток до голозерності та плівковості, інші морфологічні критерії, наприклад, рихлість колоса або крилатість остюка, є важливими для визначення форм пшениці. Деякі з них описані в окремих описах видів, на які є посилання на цій сторінці, але за повними описами та ідентифікаційними ключами слід звертатися до спеціалізованих публікацій.

## Традиційна класифікація проти генетичної
Хоча спектр визнаних типів пшениці був досить стабільним з 1930-х років, зараз існують різко відмінні погляди на те, чи слід їх визнавати на рівні видів (традиційний підхід), чи на рівні підвидів (генетичний підхід). Першим прихильником генетичного підходу був Боуден у своїй класифікації 1959 року (зараз це вже історична, а не сучасна класифікація).
Він і наступні прихильники (зазвичай генетики) стверджували, що форми, які є інтерферентними, повинні розглядатися як один вид (концепція біологічного виду). Таким чином, м'яку і тверду пшеницю слід розглядати як підвиди (або на інших внутрішньовидових рівнях) одного тетраплоїдного виду, визначеного геномом BA u. Класифікація Ван Слагерена 1994 року є, ймовірно, найбільш широко використовуваною генетичною класифікацією на сьогоднішній день.
Користувачі традиційних класифікацій надають більшої ваги окремим ареалам традиційних видів, що означає, що види, які могли б гібридизувати, цього не роблять, а також морфологічним ознакам. Існують також прагматичні аргументи на користь такого типу класифікації: це означає, що більшість видів можна описати латинськими біномами, наприклад, Triticum aestivum, а не триномами, необхідними в генетичній системі, наприклад, T. a. subsp. aestivum. Обидва підходи широко використовуються.

## Внутрішньовидова класифікація
У дев’ятнадцятому столітті були розроблені складні схеми класифікації, згідно з якими колосся пшениці відносили до ботанічного сорту на основі морфологічних критеріїв, таких як ворсистість луски та колір або колір зерна. Зараз ці назви сортів здебільшого застаріли, але все ще іноді використовуються для особливих типів пшениці, таких як диво-пшениця, форма T. turgidum з розгалуженими колосками, відома як T. t. L. var. mirabile Körn.
Термін «сорт» часто плутають із «видом» або «одомашненим». Насправді він має точне значення в ботаніці: це термін для позначення окремої популяції культури, зазвичай комерційної і отриманої в результаті цілеспрямованої селекції. Назви сортів завжди пишуться з великої літери, часто між апострофами, і не виділяються курсивом. Прикладом назви сорту є T. aestivum сорт. «Pioneer 2163». Фермери часто називають культурний вид сортом, але в друкованих виданнях цього краще уникати через ризик плутанини з ботанічними сортами. Термін «аборигенна порода» застосовується до неофіційних популяцій сільськогосподарських рослин, які утримуються фермерами.

## Найменування
Ботанічні назви пшениці, як правило, повинні відповідати існуючій класифікації, наприклад, тій, що перерахована Ресурсним центром генетики пшениці.  Класифікації, наведені в наступній таблиці, є одними з придатних для використання. Якщо перевага надається генетичній класифікації, то класифікація GRIN є всеосяжною, заснованою на роботі ван Слагерена, але з деякими додатковими визнаними таксонами. Якщо надається перевага традиційній класифікації, то робота Дорофєєва є всеосяжною схемою, яка добре поєднується з іншими менш повними підходами. Сторінки Вікіпедії, присвячені пшениці, зазвичай дотримуються версії схеми Дорофєєва - див. таксобокс на сторінці Пшениця.

Загальне правило полягає в тому, що різні таксономічні схеми не повинні змішуватися в одному контексті. У певній статті, книзі чи веб-сторінці слід використовувати лише одну схему. В іншому випадку іншим буде незрозуміло, як саме використовується ботанічна назва.

## Таблиця видів пшениці
|                                           |          | Класифікація пшениці – дві схеми                                          |                                                            |
| Загальна назва                            | Геном(и) | Генетична ()                                                              | Традиційна (Дорофєєв 1979 )                                |
| Диплоїд (2x), дикорослі, голозерна        |          |                                                                           |                                                            |
| Дика однозерна                            | Am       | Triticum monococcum L. subsp. aegilopoides (Link) Thell.                  | Triticum boeoticum Boiss.                                  |
|                                           | Au       | Triticum urartu Tumanian ex Gandilyan                                     | Triticum urartu Tumanian ex Gandilyan                      |
| Диплоїд (2x), культурна, голозерна        |          |                                                                           |                                                            |
| Однозерна                                 | Am       | Triticum monococcum L. subsp. monococcum                                  | Triticum monococcum L.                                     |
| Тетраплоїд (4x), дикорослі, голозерна     |          |                                                                           |                                                            |
| Дика двозерна                             | BAu      | Triticum turgidum L. subsp. dicoccoides (Korn. ex Asch. & Graebn.) Thell. | Triticum dicoccoides (Körn. ex Asch. & Graebner) Schweinf. |
| Тетраплоїд (4x), культурна, голозерна     |          |                                                                           |                                                            |
| Двозерна                                  | BAu      | Triticum turgidum L. subsp. dicoccum (Schrank ex Schübl.) Thell.          | Triticum dicoccum Schrank ex Schübler                      |
|                                           | BAu      | Triticum ispahanicum Heslot                                               | Triticum ispahanicum Heslot                                |
|                                           | BAu      | Triticum turgidum L. subsp. paleocolchicum Á. & D. Löve                   | Triticum karamyschevii Nevski                              |
| Тетраплоїд (4x), культурна, плівкові види |          |                                                                           |                                                            |
| Тверда або макаронна пшениця              | BAu      | Triticum turgidum L. subsp. durum (Desf.) Husn.                           | Triticum durum Desf.                                       |
| Тургідум, або англійська                  | BAu      | Triticum turgidum L. subsp. turgidum                                      | Triticum turgidum L.                                       |
| Польська пшениця                          | BAu      | Triticum turgidum L. subsp. polonicum (L.) Thell.                         | Triticum polonicum L.                                      |
| Туранська                                 | BAu      | Triticum turgidum L. subsp. turanicum (Jakubz.) Á. & D. Löve              | Triticum turanicum Jakubz.                                 |
| Перська, або карталінська                 | BAu      | Triticum turgidum L. subsp. carthlicum (Nevski) Á. & D. Löve              | Triticum carthlicum Nevski in Kom.                         |
| Тетраплоїд (4x) – група Тимофєєва         |          |                                                                           |                                                            |
| Дика, голозерна                           |          |                                                                           |                                                            |
|                                           | GAm      | Triticum timopheevii (Zhuk.) Zhuk. subsp. armeniacum (Jakubz.) Slageren   | Triticum araraticum Jakubz.                                |
| Культурна, голозерна                      |          |                                                                           |                                                            |
|                                           | GAm      | Triticum timopheevii (Zhuk.) Zhuk. subsp. timopheevii                     | Triticum timopheevii (Zhuk.) Zhuk.                         |
| Гексаплоїд (6x), культурна, голозерна     |          |                                                                           |                                                            |
| Спельта                                   | BAuD     | Triticum aestivum L. subsp. spelta (L.) Thell.                            | Triticum spelta L.                                         |
|                                           | BAuD     | Triticum aestivum L. subsp. macha (Dekapr. & A. M. Menabde) Mackey        | Triticum macha Dekapr. & Menabde                           |
|                                           | BAuD     | Triticum vavilovii Jakubz.                                                | Triticum vavilovii (Tumanian) Jakubz.                      |
| Гексаплоїд (6x), культурні, плівкові види |          |                                                                           |                                                            |
| Пшениця м'яка, або звичайна               | BAuD     | Triticum aestivum L. subsp. aestivum                                      | Triticum aestivum L.                                       |
| Щільноколоса, або карликова               | BAuD     | Triticum aestivum L. subsp. compactum (Host) Mackey                       | Triticum compactum Host                                    |
| Indian dwarf або круглозерна              | BAuD     | Triticum aestivum L. subsp. sphaerococcum (Percival) Mackey               | Triticum sphaerococcum Percival                            |

Примітка. Пусте загальне ім’я означає, що в англійській мові не використовується загальне ім’я.

### Пояснення до обраних назв
- Triticum boeoticum Буасьє. іноді поділяють на два підвиди:
  - T. boeoticum Буасьє. підвид. thaoudar (Реут.,  Гаусскнехт) Е. Шім. – з двома зернами в кожному колоску, розташовані на схід від родючого півмісяця.
  - T. boeoticum Буасьє. підвид. boeoticum – по одному зерну в кожному колоску, на Балканах.
- Triticum dicoccum Шранк, Шюблер також відомий як Triticum dicoccon Шранк.
- Triticum aethiopicum Якубз. є різновидом T. durum, знайденим в Ефіопії. Зазвичай його не розглядають як окремий вид.
- Triticum karamyschevii Невський раніше був відомий як Triticum paleocolchicum Менабде.

## Штучні види і мутанти
Радянські ботаніки дали ботанічні назви гібридам, виведеним під час генетичних експериментів. Оскільки вони відбуваються лише в лабораторних умовах, сумнівно, що ботанічні назви (а не лабораторні номери) є виправданими. Ботанічні назви також надаються рідкісним мутантним формам. Приклади включають:
- Triticum × borisovii Жебрак – (T. aestivum × T. timopheevi )
- Triticum × fungicidum Жук. – Гексаплоїдний, штучний крос (T. carthlicum × T. timopheevi)
- Triticum jakubzineri Удачін и Шахмартов
- Triticum militinae Жук. і Мігуш. – мутантна форма T. timopheevi .
- Triticum Petropavlovskyi Удачін і Мігуш.
- Triticum sinskajae Філатов і Куркієв – мутант, плівкова форма T. monococcum .
- Triticum × timococcum Костов
- Triticum timonovum Heslot & Ferrary – гексаплоїд, штучне схрещування.
- Triticum zhukovskyi Menabde & Ericzjan (T. timopheevi × T. monococcum)

## Дивись також
- Пшениця озима проти ярої
- Систематика культурних рослин
- Список канадських сортів пшениці

## Зовнішні посилання

### Таксономія
- Les meilleurs blés (1880 і 1909) Також на Pl@ntUse. Чудово ілюстрована французька книга про пшеницю, яка тоді вирощувалася та вивчалася французькою сім’єю селекціонерів Вільморен.

### Генетика
- Міжнародний консорціум Triticeae Головним чином займається Міжнародною зустріччю Triticeae. Сайт містить таблиці геномів Triticeae.
- Гени зерна: таксономія Triticeae
- Щорічний інформаційний бюлетень про пшеницю

### Морфологія
- Геноміка пшениці. Ілюстрований посібник із життєвого циклу рослини пшениці